# Andižan
Andižan (uzbeško Andijon, Андижон, ئەندىجان; perzijsko اندیجان, latinizirano: Andijân/Andīǰān; rusko Андижан, latinizirano: Andižan) je mesto v Uzbekistanu. Je upravno, gospodarsko in kulturno središče Andižanske regije. Andižan je okrajno mesto s površino 74 km2 in je imelo leta 2022 458.400 prebivalcev. Andižan se nahaja na jugovzhodnem robu Ferganske dolina blizu meje Uzbekistana s Kirgizistanom.
Andižan je eno najstarejših mest v Ferganski dolini. V nekaterih delih mesta so arheologi našli predmete iz 7. in 8. stoletja. Zgodovinsko gledano je bil Andižan pomembno mesto na Svilni cesti. Mesto je morda najbolj znano kot rojstni kraj Baburja, ki je po vrsti neuspehov končno uspel postaviti temelje za Mogulsko dinastijo na indijski podcelini in postal prvi mogulski cesar. Andižan je postal znan tudi leta 2005, ko so vladne sile odprle ogenj na protestnike, pri čemer so v tako imenovanem Andižanskem pokolu ubili na stotine protestnikov.
Andižan se je v času Sovjetske zveze razvil v pomembno industrijsko mesto. Med industrijskimi izdelki, proizvedeni v mestu, se vključujejo kemikalije, gospodinjski aparati, elektronika, živila, pohištvo, plugi, črpalke, čevlji, rezervni deli za kmetijske stroje, različna inženirska orodja in invalidski vozički.

## Zgodovina

### Zgodnja in novejša zgodovina
Andižan je eno najstarejših mest v Ferganski dolini. V Marhamatu, predmestju Andižana  so ruševine Ershija, glavnega mesta države Davan (Parkana), z več kot 70 mesti z bogato in gosto populacijo iz 5.–6. in 6. stoletja pr. n. št. V 5. stoletju n. š. so se turško govoreča plemena preselila v Andižansko regijo in potekal je proces turkizacije avtohtonega prebivalstva. V nekaterih delih mesta so arheologi našli predmete iz 7. in 8. stoletja. Zgodovinsko gledano je bil Andižan pomembno mesto na Svilni cesti.
Mesto je morda najbolj znano kot rojstni kraj, kjer se je  leta 1483 rodil Babur, ki je po vrsti neuspehov končno uspel postaviti temelje za Mogulsko dinastijo na indijski podcelini in postal prvi mogulski cesar.
V 9. stoletju je po razpadu arabskega kalifata, mesto postalo del države Samanidov in postalo eno glavnih središč doline Fergana. V pisnih virih iz 9. stoletja je postalo znano kot Andukan.
V 10. stoletju je bilo del države Karahanid, v 13. stoletju pa so ga zavzeli Mongoli in postalo je del ulusa Čagatai.
V 14. stoletju je postal del timuridske države, ko se je v mestu razvijala znanost, umetnost in arhitektura. V začetku 16. stoletja je vstopil v državo Sheibanid (pod imenom Andigan se omenja kot glavno mesto države). Leta 1504 je Sheibani Khan dal Aksi in Andižan šibanidskemu sultanu Janibeku Sultanu. Sredi 16. stoletja je v Aksiju in Andižanu vladal Šibanid Javanmard-Ali-Sultan. 
V 18. in 19. stoletju je bil Andižan del Kokandskega kanata.
Po nastanku Kokandskega kanata v 18. stoletju se je prestolnica preselila iz Andižana v Kokand. 
Sredi 19. stoletja je Rusko cesarstvo začelo okupirati območje današnje Srednje Azije. Oktobra 1875 so Andižan zasedle čete generala A. Trockega. Januarja 1876 so ga zasedle čete generala M. Skobeleva in postal je del Ruskega cesarstva.
Andižan je bil središče in žarišče Andižanske vstaje leta 1898, v kateri so privrženci sufijskega voditelja Madali Ishana napadli rusko vojašnico v mestu, pri čemer so ubili 22 in ranili 16-20 drugih. V povračilnih ukrepih je bilo 18 udeležencev obešenih in 360 izgnanih.
16. decembra 1902 je velik del mesta zravnal hud potres, ki je uničil do 30.000 domov v regiji in ubil kar 4.500 prebivalcev. Po vzpostavitvi sovjetske oblasti v Andižanu leta 1917 je mesto hitro postalo pomembno industrijsko mesto v Uzbekistanski SSR .

### Moderna zgodovina
Med sovjetsko razmejitvijo Srednje Azije je bil Andižan ločen od svojega zgodovinskega zaledja, saj je bila dolina Fergana razdeljena med tri ločene sovjetske republike. Andižan je sam postal del Uzbekistanske SSR .
Med drugo svetovno vojno je bilo veliko sovjetskih državljanov evakuiranih v Andižan in okoliška mesta. Od judovskih beguncev, ki so bežali iz nacistično okupirane Poljske in so jih Sovjeti pregnali v Sibirijo in Srednjo Azijo, so se nekateri od leta 1941 preselili v Andižan.
V sovjetskem obdobju je bil Andižan veliko mesto ZSSR, v katerem je delovalo več kot 50 izobraževalnih ustanov (univerze, inštituti, tehnične šole in visoke šole).
Glavni del prebivalstva regij Andižan, Fergana, Namangan, Osh, Jalal-Abad in Leninabad je študiral v Andižanu.
V mestu je delovalo približno 100 industrijskih podjetij (tovarn in kombinatov).
Prebivalstvo Andižana se je povečalo za več kot trikrat in je znašalo tretjino milijona ljudi.
V devetdesetih letih dvajsetega stoletja je Andižan in okolica postala politično nestabilna. Revščina in porast islamskega fundamentalizma sta povzročila napetosti v regiji. Mesto in regija kot celota sta po razpadu Sovjetske zveze leta 1991 utrpela hud gospodarski upad. Ponavljajoča se zapora meja je močno škodila lokalnemu gospodarstvu in še poslabšala že tako razširjeno revščino Andižancev.

#### Pokol maja 2005
13. maja 2005 je uzbekistanska vojska odprla ogenj na množico ljudi, ki so protestirali proti slabim življenjskim razmeram in korumpirani vladi. Ocene mrtvih 13. maja se gibljejo od 187, kar je uradna vladna številka, do nekaj stotin. Prebegli iz SNB je trdil, da je bilo ubitih 1.500 ljudi. Telesa mnogih umrlih naj bi bila po poboju skrita v množičnih grobiščih.
Uzbekistanska vlada je sprva izjavila, da je nemire organiziralo Islamsko gibanje Uzbekistana in da so bili protestniki člani Hizb ut-Tahrir. Kritiki so trdili, da je bila radikalna islamistična oznaka le izgovor za ohranjanje represivnega režima v državi.

Prav tako je sporno, ali so enote streljale neselektivno, da bi preprečile barvno revolucijo, ali so delovale zakonito, da bi zadušile pobeg iz zapora. Druga teorija je, da je bil spor v resnici medklanovski boj za državno oblast. Uzbekistanska vlada je sčasoma priznala, da so slabe gospodarske razmere v regiji in nezadovoljstvo ljudi igrali vlogo pri vstaji.

## Geografija
Andižan se nahaja 450 m (1.480 ft) nad morsko gladino na jugovzhodnem robu doline Fergana blizu meje Uzbekistana s Kirgizistanom. Po cesti je 22 km (14 mi) severovzhodno od Asake in 686 km (426 mi) jugovzhodno od Namangana .  Andižonsoy teče vzdolž mesta.

### Podnebje
Andižan ima hladno polsušno podnebje (Köppenova klimatska klasifikacija BSk) s hladnimi zimami in vročimi poletji, zaradi česar je zelo celinska narava, čeprav so zime milejše, kot bi lahko pričakovali za lokacijo v Srednji Aziji. Padavine so na splošno rahle in neredne. Poletja so še posebej suha.
Rodovitna tla, obilica toplote in svetlobe, dolgo obdobje brez zmrzali (približno 210 dni na leto) so v prid gojenju toploljubnih poljščin v bližini mesta, predvsem bombaža, murve, citrusov in drugih subtropskih pridelkov.
Andižan je obdan z vznožji pogorij Pamirja in Tjanšana, ki so poleti pokrita s zasneženimi vrhovi, v spodnjem toku pa je zavita v gozdni nasad orehov in iglavcev.
Zime so običajno blage in kratke. Vetrovi so šibkejši kot v zahodnih delih doline - povprečno 5 m/s, povprečna letna količina padavin pa je 232 mm na leto. Poletje je razmeroma manj vroče kot v Srednji Aziji.

## Demografija
Leta 2022 je imel Andižan 458.500 prebivalcev. V mestu je mogoče najti predstavnike številnih etničnih skupin. Uzbeki so največja etnična skupina, sledijo pa jim Tadžiki.

## Gospodarstvo
Andižan je že od 15. stoletja pomembno obrtno in trgovsko središče v Ferganski dolini. Po priključitvi k Rusiji leta 1876 je gospodarstvo mesta začelo močno rasti. Po povezovanju mesta z Rusijo z železniško progo leta 1889 je bilo v Andižanu zgrajenih več industrijskih obratov. V tem času je bilo v mestu ustanovljenih več bolnišnic, lekarn, bank in tiskarn. Po vzpostavitvi sovjetske oblasti konec decembra 1917 sta se tako lahka kot težka industrija močno razvili. Andižan je postal prvo mesto v Uzbekistanu, ki je bilo v celoti oskrbljeno z zemeljskim plinom.
Andižan ostaja pomembno industrijsko mesto v neodvisnem Uzbekistanu. V mestu je 48 velikih industrijskih obratov in približno 3000 malih in srednjih podjetij. Industrijski izdelki, proizvedeni v mestu, vključujejo kemikalije, gospodinjske aparate, elektroniko, živila, pohištvo, pluge, črpalke, čevlje, rezervne dele za kmetijske stroje, različna inženirska orodja in invalidske vozičke. Andižan je tudi dom več kot 50 mednarodnih podjetij,  pet jih proizvaja rezervne dele za GM Uzbekistan.

## Izobraževanje
V mestu Andižan so štiri visokošolske ustanove. Andižanska državna univerza, Andižanski medicinski inštitut, Andižanski inštitut za strojegradnjo in Andižanska podružnica  Državna agrarna univerze v Taškentu. Zdravstveni inštitut Andižan je največji izmed štirih. V mestu so tudi štiri visoke šole, en akademski licej, 21 poklicnih šol, 47 srednjih šol, tri glasbene in umetniške šole, devet športnih šol in 86 vrtcev.

## Pomembni ljudje
- Babur (1483–1530) - cesar in ustanovitelj Mogulskega cesarstva v srednjeveški Indiji[25]

- Nodira (1792–1842) - pesnica in državnica[26]

- Choʻlpon (1897–1938) - vpliven pesnik, dramatik, romanopisec in literarni prevajalec[27]

- Halima Nosirova (1913–2003) - vplivna operna pevka, uzbekistanska ljudska umetnica (1937)[28]

- Robert Ilatov (rojen 1971) - izraelski politik in član Kneseta za Yisrael Beiteinu.[29]